# Die lila Weihnachtsgeschichte
Die lila Weihnachtsgeschichte ist ein deutscher Spielfilm von Manfred Stelzer aus dem Jahr 1991 mit Davia Dannenberg, der von den MPS Medienproduktionen Stuttgart im Auftrag des Süddeutschen Rundfunks und des Deutschen Fernsehfunks produziert wurde.

## Handlung
Der Lausbub Hubert spielt seinen Mitmenschen allzu gerne Streiche, indem er etwa Türklinken von unten beschmutzt. Kurz vor Heiligabend jedoch geschehen in seinem Umfeld Streiche, für die er zu Unrecht verantwortlich gemacht wird. Nach einiger Zeit begegnet ihm Lila, die vollständig violett bekleidet ist und behauptet, sie sei ein Engel und nur für Hubert sichtbar. Alsbald stellt sie dies unter Beweis; Hubert indes gerät fortwährend in Erklärungsnot gegenüber seiner Umwelt. Der Engel wurde nach eigenem Bekunden von seinem Vater ausgesandt, um einen Menschen zornig zu machen – denn wer ständig nur Gutes tue, drohe überheblich zu werden. Lila dürfe erst nach dem Gelingen einer Schelmerei wieder nach Hause.
Wiederholt scheitern Streiche, da die Opfer wegen des nahenden Weihnachtsfests von sonderbarer Nachsicht geprägt sind und sich eben nicht erzürnen, weshalb Hubert Lila nun unter die Arme greift. Lila gerät in Sorge, nicht mehr rechtzeitig zum Christfest heimkehren zu dürfen, wobei sich Hubert zunehmend um ihr Wohlergehen sorgt. Schließlich gelingt der letzte Versuch, als der Engel einem offensichtlich schwerhörigen Nachbarn Huberts mit Flüssigkeit das Radio zerstört. Der obligatorische Streich ist somit gelungen, doch Lila ist unglücklich ob der eingetretenen Trauer des Streichopfers über das Schweigen der Radiomusik. Sie nutzt daher den Sonderwunsch, der ihr zur Belohnung von ihrem Vater eingeräumt wird, um dem Mann eine Blaskapelle ins Wohnzimmer zu zaubern. Unvermittelt ist sie nach der Erledigung ihrer Mission wieder aus Huberts Augen verschwunden.

## Hintergrund
Die Dreharbeiten erfolgten im September und Oktober 1991 in Stuttgart. Die lila Weihnachtsgeschichte wurde am 24. Dezember 1991 in der ARD erstausgestrahlt.